# 24e division (armée impériale japonaise)
Pour les articles homonymes, voir 24e division.
La 24e division (第24師団, Dai-nijū-yon shidan) est une unité d'infanterie de l'armée impériale japonaise. Son nom de code est Division Montagne (山兵団, Yama-heidan). La 24e division est créée à Harbin au Mandchoukouo le 6 octobre 1939 comme unité de l'armée impériale du Mandchoukouo sous le contrôle du 5e groupe d'armées de l'armée japonaise du Guandong.

## Histoire
Le 22 février 1944, le 7e détachement, composé de compagnies de chaque régiment et incluant un régiment de génie et un régiment d'artillerie de campagne, est envoyé sur l'île de Woleai dans le Pacifique. Il y débarque en avril 1944 et se reforme dans la 50e brigade mixte indépendante en juin 1944. Sur les 6 426 hommes de son effectif, seuls 1 650 survivent aux raids aériens et au manque de nourriture. De plus, le 1er détachement, composé d'un bataillon d'infanterie du 89e régiment d'infanterie, est envoyé sur l'île de Saipan et réorganisé dans la 47e brigade mixte indépendante. Le 9e détachement, composé de trois bataillons d'infanterie, fait route vers l'île de Yap mais est détourné vers Saipan après que plusieurs transporteurs aient coulé en route. Initialement organisés dans le 318e bataillon d'infanterie indépendant, les survivants finissent dans la 47e brigade mixte indépendante. Toutes les troupes qui atteignent Saipan sont finalement annihilées à la bataille de Saipan en juillet 1944. Le 12e détachement, de la taille d'un bataillon, atteint Yap sans incident.
En juillet 1944, les restes de la 24e division sont envoyés dans la préfecture d'Okinawa pour organiser la défense finale des îles japonaises contre une possible invasion américaine, reprenant les positions préparées par la 9e division à Ōzato. Pour la 24e division, la bataille d'Okinawa commence au nord-ouest de Shuri le 23 avril 1945. Durant les contre-attaques incessantes le 4 mai 1945, le 1er bataillon du 32e régiment d'infanterie parvient à capturer les hauteurs de Tanabaru à Nishihara mais la division échoue à avancer davantage. Après une guerre de position, début juin 1945, la 24e division a perdu plus de 12 000 de ses hommes et ne dispose plus que de 3 000 soldats. Elle est fragmentée en plusieurs bastions le 20 juin 1945 mais les 1er et 3e bataillons du 32e régiment d'infanterie continuent de résister à l'occupation américaine avant de rendre les armes fin août-début septembre 1945.

## Armements de la24edivisiondurant la bataille d'Okinawa
- Fusil Arisaka Type 38 - 7 000
- Obusier Type 4 15 cm - 12
- Obusier Type 91 10 cm - 16
- Canon de campagne Type 95 75 mm (en) - 8

Début juin 1945, tous les canons de campagne et obusiers sont détruits, il n'y a plus que 20 % des mitrailleuses initiales, et 10 % des mortiers de canon de soutien (en).